# 神的病歷簿
《神的病歷簿》（神様のカルテ）是夏川草介撰寫的日本小說作品，另有由原作改編的同名日本電影，於2011年8月於日本公開上映，台灣則於2012年1月上映。
作者為現役醫生，藉由本出道作品，獲得第10回小學館文庫小說賞。本作獲得2010年書店大獎第2名。續集已於2010年9月發售。

## 登場人物
栗原 一止（Kurihara Ichito）
是在信州本庄醫院工作了五年的內科醫生。信濃大學醫學系畢業。

非常敬愛夏目漱石、總是用著「漱石老師」這樣的稱呼。

而且，其中最熱愛閱讀的作品是「草枕」，到了能夠默背全文的地步。

受此影響，說話的風格相當古老，於是被週遭人士認為是怪人。

由於他負責的患者數量非常多，也被護士們叫做「要敬而遠之的栗原」。

對於受到大學附設醫院的任命邀請，感到很迷惘。

妻子榛名稱呼他的方式是「一止先生」。

住在「御岳莊」的「櫻之間」。負責南3病房。

大家暱稱他為「Docter」。

瘋狂迷戀濾泡式的咖啡。

栗原 榛名（Kurihara Haruna）
一止的妻子。

被一止称呼为「榛」。

山岳摄影家。

一年前与一止结婚。

住在“御岳庄”的“樱之间”(之前住在“松之间”)

砂山 次郎（Sunayama Jiro）
本庄醫院外科醫師。
與一止在大學時認識。
愛慕護士水無陽子。

進藤 辰也（Shindo Tatsuya）
於『神的病歷簿2』中登場。
本庄醫院血液內科醫師。
一止的老友。
以前在東京帝都大學的醫院工作。
大學時被稱作「醫學院的良心」。
大貍醫師（Daitanuki Sensei）
本庄醫院消化內科主任。
肚子很大且會發出豪爽的笑聲。

老狐狸醫師（Furugitsune Sensei）
本庄醫院消化內科副主任。
大貍醫師的好搭擋。
氣色很糟。

外村（Tonomura）
急診部護理長。
東西 直美（Tozai Naomi）
病房部的護士長。
有臨危不亂的性格。
水無 陽子（Mizunashi Yoshi）
入行一年的新人護士。

男爵（Danshaku）
住在「御嶽莊」的「桔梗之間」。
畫家。
學士大人（Gakushi dono）
住在「御嶽莊」的「野菊之間」。
於信濃大學哲學研究所攻讀博士課程。
安曇 雪乃（Azumi Yukino）
末期膽囊癌患者。
臉上總是帶著微笑。
喜歡山。
田川 仁（Tagawa Hitoshi）
末期胰臟癌患者。
進藤 千夏（Shindo Chinatsu）
於『神的病歷簿2』中登場。
辰也的妻子。
舊姓如月。
在東京的醫院工作。

## 書籍
小說
- 日文版(小學館)

1. 神様のカルテ   2009年8月27日 ISBN 978-4-09-386259-2
2. 神様のカルテ2  2010年9月28日 ISBN 978-4-09-386286-8
3. 神様のカルテ3  2012年8月8日  ISBN 978-4-09-386336-0
4. 神様のカルテ0  2015年2月24日  ISBN 978-4-09-386404-6

- 繁體中文版(高寶)

1. 神的病歷簿    2011年3月3日 ISBN 978-986-185-554-7
2. 神的病歷簿2   2012年3月2日 ISBN 978-986-185-686-5
3. 神的病歷簿3   2014年8月    ISBN 978-986-361-045-8

- 简体中文版(人民文学出版社)

1. 神之病历1     2012年8月    ISBN 978-7-02-009229-1
2. 神之病历2     2012年9月    ISBN 978-7-02-009408-0
3. 神之病历3     2016年2月    ISBN 978-7-02-011326-2

漫畫
石川三郎作畫、夏川草介原作
- 日文版(小學館)

1. 神様のカルテ 2011年4月28日 ISBN 978-4-09-183867-4
2. 神様のカルテ2 2011年8月25日 ISBN 978-4-09-184047-9

- 繁體中文版(台灣東販)

1. 神的病歷簿 2012年2月1日 ISBN 978-986-251-632-4
2. 神的病歷簿2 2012年5月27日 ISBN 978-986-251-746-8

## 電影
2011年8月27日，於東寶株式會社系列電影院上映。導演為深川榮洋。續集《神的病歷簿2》於2014年上映。

### 第一、二作共通演員
- 栗原一止：櫻井翔
- 栗原榛名： 宮崎葵
- 砂山次郎：要潤
- 外村靜枝：吉瀨美智子
- 學士：岡田義徳
- 水無陽子：朝倉禮生
- 男爵：原田泰造
- 高山秀一郎：西岡德馬
- 東西直美：池脇千鶴
- 安曇雪乃：加賀真理子
- 貫田誠太郎：柄本明

### 第一作演員
- 哲學系大學生：岡田義徳
- 哲學系大學生之母：梅澤昌代
- 橫田：齋藤步
- 大村：緒方義博
- 桐小姐：山下容莉枝
- 旭：左右田一平
- 旭夫人：今井和子
- 田川仁：春延朋也

### 第二作演員
- 進藤辰也：藤原龍也
- 貫田千代（誠太郎的妻子）：市毛良枝
- 進藤千夏（辰也的妻子）：吹石一惠
- 屋久杉（御嶽莊房客）：濱田岳
- 會田卓夫（糖尿病患者）：佐藤二朗
- 四賀藍子（再生不良性貧血患者）：宮澤美保
- 吉田彩（本庄醫院護理師）：罍陽子
- 金山弁次（事務長）：矢島健一
- 本庄忠一（院長）：鈴木瑞穂

## 外部連結
- 『神的診療簿』 - 出版社小學館特別設立網站 （页面存档备份，存于）
- 電影『神的診療簿』官方網站(日文)